# Glen Davis
Ronald Glen Davis (ur. 1 stycznia 1986 w Baton Rouge) – amerykański koszykarz grający na pozycji skrzydłowego, mistrz NBA z 2008, obecnie zawodnik KK Zadar.

## Życiorys
W 2004 wystąpił w meczu gwiazd amerykańskich szkół średnich - McDonald’s All-American. Został też wybrany najlepszym zawodnikiem szkół średnich stanu Luizjana (Louisiana Gatorade Player of the Year, Louisiana Mr. Basketball) oraz zaliczony do I składu Parade All-American i II składu USA Today’s All-USA. 
Ukończył college Louisiana State. W 2007 został wybrany z 35 nr draftu przez Seattle SuperSonics. Szybko oddany do Boston Celtics. W swoim debiutanckim sezonie średnio 4,5 punktu na mecz. W sezonie 2007/08, z zespołem z Bostonu, zdobył mistrzostwo NBA. 
12 grudnia 2011 Davis został wymieniony razem z Vonem Waferem do Orlando Magic za Brandona Bassa.
W lutym 2014 został zawodnikiem Los Angeles Clippers.
1 października 2018 został zawodnikiem chorwackiego KK Zadar.

## Osiągnięcia
Na podstawie, o ile nie zaznaczono inaczej.
NCAA
- Uczestnik:
  - NCAA Final Four (2006)
  - turnieju NCAA (2005, 2006)
- Mistrz sezonu regularnego konferencji Southeastern (SEC – 2006)
- Zawodnik roku konferencji Southeastern (2006)[7]
- Laureat Pete Newell Big Man Award (2006)[8]
- Najlepszy pierwszoroczny zawodnik SEC (2005)[9]
- Zaliczony do:
  - I składu:
    - SEC (2006, 2007)
    - turnieju SEC (2006)
    - pierwszoroczniaków SEC (2005)

  - II składu:
    - All-American (2006 przez TSN, Sporting News)
    - SEC (2005)

  - III składu All-American (2006 przez AP)

NBA
- Mistrz NBA (2008)[1]
- Wicemistrz NBA (2010)[1]

Reprezentacja
- Uczestnik mistrzostw świata U–21 (2005 – 5. miejsce)[10]